# Пижик (олень)
Пижик — теля північного оленя до досягнення віку 1 місяць (за іншими класифікаціями до півроку). Після виходу з класифікації пижик і до досягнення одного року носить назву неблюй.
Хутро пижика також називається пижик, звідси ж походить назва пижикова шапка. Вичинка шкіри пижика описується ГОСТ 11026-64 «Шкурки телят північного оленя невиділані (випороток, пижик, неблюй)». Випороток — шкура недоношеного теляти, витягнутого з утроби самки.
Пижикові шапки були відносно дорогими в Радянському Союзі і були ознакою статусу.